# Чемошур (Увинский район)
Чемошур — деревня в Увинском районе Удмуртии, входит в состав Сям-Можгинского сельского поселения.

## География
Деревня находится на левому берегу реки Какмож, на расстоянии 18 км к северо-западу от посёлка Ува, административного центра района, и 81 км к западу от города Ижевск, столицы республики.

### Часовой пояс
Деревня Чемошур, как и вся Удмуртская Республика, находится в часовой зоне МСК+1. Смещение применяемого времени относительно UTC составляет +4:00.

## Население
| 2010 | 2012 |
| ---- | ---- |
| 81   | →81  |

## Улицы
В селе имеются две улицы: Калинина и Школьная.